# Oscar Wendt
Oscar Wendt est un footballeur international suédois né le 24 octobre 1985 à Skövde, évoluant au poste de défenseur au IFK Göteborg.
En fin de contrat en Juin 2011 avec le FC Copenhague, il est courtisé par de nombreux clubs dont l'Olympique de Marseille et le Sporting Lisbonne mais s'engage finalement au Borussia Mönchengladbach.

## Statistiques
| Saison    | Club                     | Pays       | Championnat        | Coupes d’Europe |
| --------- | ------------------------ | ---------- | ------------------ | --------------- |
| 2006-2007 | FC Copenhague            | SAS Ligaen | 17 matchs          | 4 matchs        |
| 2007-2008 | FC Copenhague            | SAS Ligaen | 24 matchs          | 3 matchs        |
| 2008-2009 | FC Copenhague            | SAS Ligaen | 31 matchs / 2 buts | 12 matchs       |
| 2009-2010 | FC Copenhague            | SAS Ligaen | 33 matchs / 2 buts | 13 matchs       |
| 2010-2011 | FC Copenhague            | SAS Ligaen | 29 matchs / 1 but  | 12 matchs       |
| 2011-2012 | Borussia Mönchengladbach | Bundesliga | 14 matchs          | -               |
| 2012-2013 | Borussia Mönchengladbach | Bundesliga | 21 matchs / 1 but  | 6 matchs        |
| 2013-2014 | Borussia Mönchengladbach | Bundesliga | 2 matchs / 1 but   | -               |

## Sélection suédoise
Oscar Wendt débute en sélection le 14 janvier 2007 à Maracaibo lors d'un match amical perdu (0-2) face au Venezuela.

## Palmarès
FC Copenhague
- Championnat du Danemark
  - Champion (3) :  2007, 2009, 2010 et 2011
- Coupe du Danemark
  - Vainqueur (1) :  2009